# Alberto Manguel
Alberto Manguel (Buenos Aires, Argentina, 1948) és un escriptor i traductor argentí resident al Canadà des del 1988.
Explorador de la paraula oral i escrita, i amb una gran facilitat per combinar l'erudició i el joc, Alberto Manguel és un creador polifacètic, viatger apassionat i lector curiós, Manguel ha estat periodista, escriptor, editor i crític literari d'importants diaris i revistes de distintes ciutats del món, i ha dirigit diversos seminaris sobre literatura en universitats d'Europa, el Canadà i els Estats Units. També ha fet programes de ràdio i de televisió sobre art i literatura i ha escrit una obra de teatre: The Kipling Play, estrenada al Canadà el 1985. Entre les seves obres de no-ficció, encara no publicades en espanyol, figura Bride of Frankenstein (1997), de l'Institut de Cinema Britànic de Londres.

## Obres
- Diccionario de lugares imaginarios (1980), ISBN 0-02-546400-0
- Black Water: The Book of Fantastic Literature (1983, antologia), ISBN 0-517-55269-8
  - Black Water 2: More Tales of the Fantastic (1990, antologia), ISBN 0-88619-124-6
- Dark Arrows: Chronicles of Revenge (1985, antologia), ISBN 0-14-007712-X
- Other Fires: Short Fiction by Latin American Women (1986, antologia), ISBN 0-88619-065-7
- Evening Games: Chronicles of Parents and Children (1986, antologia), ISBN 0-14-007713-8
- Chronicles of Marriage (1988, antologia), ISBN 0-14-009928-X
- The Oxford Book of Canadian Ghost Stories (1990, antologia), ISBN 0-19-540761-X
- Soho Square III (1990, antologia), ISBN 0-7475-0716-3
- News From a Foreign Country Came (1991, novel·la), ISBN 0-517-58343-7
- Canadian Mystery Stories (1991, antologia), ISBN 0-19-540820-9
- The Gates of Paradise: The Anthology of Erotic Short Literature (1993, antologia), ISBN 0-921912-47-1
  - The Second Gates of Paradise: The Anthology of Erotic Short Literature (1994, antologia), ISBN 0-921912-77-3
- Meanwhile, In Another Part of the Forest: Gay Stories from Alice Munro to Yukio Mishima (1994, antologia), ISBN 0-394-28012-1
- A History of Reading (1996, no-ficció), ISBN 0-394-28032-6
- Bride of Frankenstein (1997, crítica de film), ISBN 0-85170-608-8
- Into the Looking Glass Wood (1998, assajos), ISBN 0-676-97135-0
- By the Light of the Glow-worm Lamp: Three Centuries of Reflections on Nature (1998, antologia), ISBN 0-306-45991-4
- Mothers & Daughters (1998, antologia), ISBN 1-55192-127-8
- Fathers & Sons (1998, antologia), ISBN 1-55192-129-4
- The Ark in the Garden: Fables for Our Times (1998, antologia), ISBN 1-55199-030-X
- God's Spies: Stories in Defiance of Oppression (1999, antologia), ISBN 1-55199-040-7
- Reading Pictures: A History of Love and Hate (2000, crítica d'art), ISBN 0-676-97132-6
- Kipling: A Brief Biography for Young Adults (2000), ISBN 1-896209-48-3
- Stevenson under the Palm Trees (2003, novel·la), ISBN 0-88762-138-4; versió en català de Dolors Udina: Stevenson sota les palmeres (El Gall Editor, 2018), ISBN 978-84-17410-00-1
- A Reading Diary (2004), ISBN 0-676-97590-9
- With Borges Arxivat 2007-09-27 a Wayback Machine. (2004, biografia), ISBN 0-88762-146-5
- The Penguin Book of Christmas Stories (2005, antologia), ISBN 0-670-06449-1
- The Library at Night (2005), ISBN 0-676-97588-7